# Oscarsgalan 1948
Oscarsgalan 1948 som hölls 20 mars 1948 var den 20:e upplagan av Oscarsgalan där det prestigefyllda amerikanska filmpriset Oscar delades ut till filmer som kom ut under 1947.

## Priskategorier

### Bästa film
Vinnare:
Tyst överenskommelse -  (20th Century Fox)
Övriga nominerade:
Ängel på prov -  (Samuel Goldwyn Productions)
Hämnden är rättvis -  (RKO Radio)
Lysande utsikter -  (J. Arthur Rank, Cineguild)
Det hände i New York -  (20th Century Box)

### Bästa manliga huvudroll
Vinnare:
Dubbelliv - Ronald Colman
Övriga nominerade:
Kropp och själ - John Garfield
Tyst överenskommelse - Gregory Peck
Pappa och vi - William Powell
Mourning Becomes Electra - Michael Redgrave

### Bästa kvinnliga huvudroll
Vinnare:
Katrin gör karriär - Loretta Young
Övriga nominerade:
Besatt - Joan Crawford
Vinddriven - Susan Hayward
Tyst överenskommelse - Dorothy McGuire
Mourning Becomes Electra - Rosalind Russell

### Bästa manliga biroll
Vinnare:
Det hände i New York - Edmund Gwenn
Övriga nominerade:
Katrin gör karriär - Charles Bickford
Senor Americano - Thomas Gomez
Hämnden är rättvis - Robert Ryan
Angivaren - Richard Widmark

### Bästa kvinnliga biroll
Vinnare:
Tyst överenskommelse - Celeste Holm
Övriga nominerade:
En kvinnas hemlighet - Ethel Barrymore
Hämnden är rättvis - Gloria Grahame
Ägget och jag - Marjorie Main
Tyst överenskommelse - Anne Revere

### Bästa regi
Vinnare:
Tyst överenskommelse - Elia Kazan
Övriga nominerade:
Dubbelliv - George Cukor
Hämnden är rättvis - Edward Dmytryk
Ängel på prov - Henry Koster
Lysande utsikter - David Lean

### Bästa originalmanus
Vinnare:
Jag såg honom först! - Sidney Sheldon
Övriga nominerade:
Kropp och själ - Abraham Polonsky
Dubbelliv - Ruth Gordon, Garson Kanin
Monsieur Verdoux - Charles Chaplin
Ungdomsfängelset - Sergio Amidei, Adolfo Franci, Cesare Giulio Viola, Cesare Zavattini

### Bästa berättelse
Vinnare:
Det hände i New York - Valentine Davies
Övriga nominerade:
Näktergalarnas bur - Georges Chaperot, René Wheeler
Luffar-miljonären på 5:e avenyn - Herbert Clyde Lewis, Frederick Stephani
Angivaren - Eleazar Lipsky
Vinddriven - Dorothy Parker, Frank Cavett

### Bästa manus
Vinnare:
Det hände i New York - George Seaton
Övriga nominerade:
Bumerang - Richard Murphy
Hämnden är rättvis - John Paxton
Tyst överenskommelse - Moss Hart
Lysande utsikter - David Lean, Ronald Neame, Anthony Havelock-Allan

### Bästa foto (färg)
Vinnare:
Svart narcissus - Jack Cardiff
Övriga nominerade:
Pappa och vi - J. Peverell Marley, William V. Skall
Skandal efter noter - Harry Jackson

### Bästa foto (svartvitt)
Vinnare:
Lysande utsikter - Guy Green
Övriga nominerade:
Spöket och Mrs. Muir - Charles Lang
Gröna delfinens gata - George J. Folsey

### Bästa scenografi (svartvitt)
Vinnare:
Lysande utsikter - John Bryan, Wilfred Shingleton
Övriga nominerade:
Högt spel i sydstaterna - Lyle R. Wheeler, Maurice Ransford, Thomas Little, Paul S. Fox

### Bästa scenografi (färg)
Vinnare:
Svart narcissus - Alfred Junge
Övriga nominerade:
Pappa och vi - Robert M. Haas, George James Hopkins

### Bästa ljud
Vinnare:
Ängel på prov - Gordon Sawyer (Samuel Goldwyn SSD)
Övriga nominerade:
Gröna delfinens gata - Douglas Shearer (M-G-M SSD)
Al Capones banemän - Jack Whitney (Sound Services Inc.)

### Bästa klippning
Vinnare:
Kropp och själ - Francis D. Lyon, Robert Parrish
Övriga nominerade:
Ängel på prov - Monica Collingwood
Tyst överenskommelse - Harmon Jones
Gröna delfinens gata - George White
En natt att leva - Fergus McDonell

### Bästa specialeffekter
Vinnare:
Gröna delfinens gata - A. Arnold Gillespie (visuella), Warren Newcombe (visuella), Douglas Shearer (ljud), Michael Steinore (ljud)
Övriga nominerade:
De obesegrade - Farciot Edouart (visuella), Devereaux Jennings (visuella), Gordon Jennings (visuella), W. Wallace Kelley (visuella), Paul K. Lerpae (visuella), George Dutton (ljud)

### Bästa sång
Vinnare:
Farbror Remus berättar - Allie Wrubel (musik), Ray Gilbert (text) för "Zip-A-Dee-Doo-Dah".
Övriga nominerade:
Här kommer Broadway - Arthur Schwartz (musik), Leo Robin (lyrics)för "A Gal in Calico".
Sensationernas kvinna - Frank Loesser för "I Wish I Didn't Love You So".
Leve kärleken - Ralph Blane, Hugh Martin, Roger Edens för "Pass That Peace Pipe".
Skandal efter noter - Josef Myrow (musik), Mack Gordon (text) för "You Do".

### Bästa filmmusik (musikal)
Vinnare:
Skandal efter noter - Alfred Newman
Övriga nominerade:
Fiesta - Johnny Green
Min irländska ros - Ray Heindorf, Max Steiner
Två glada sjömän i Rio - Robert Emmett Dolan
Farbror Remus berättar - Daniele Amfitheatrof, Paul J. Smith, Charles Wolcott

### Bästa filmmusik (drama eller komedi)
Vinnare:
Dubbelliv - Miklós Rózsa
Övriga nominerade:
Ängel på prov - Hugo Friedhofer
Erövraren från Kastilien - Alfred Newman
Alltid Amber - David Raksin
Pappa och vi - Max Steiner

### Bästa kortfilm (tvåaktare)
Vinnare:
Climbing the Matterhorn - Irving Allen
Övriga nominerade:
Champagne for Two - Harry Grey
Fight of the Wild Stallions - Thomas Mead
Give Us the Earth! - Herbert Morgan
A Voice Is Born - Ben K. Blake

### Bästa kortfilm (enaktare)
Vinnare:
Goodbye, Miss Turlock - Herbert Moulton
Övriga nominerade:
Brooklyn, U.S.A. - Thomas Mead
Moon Rockets - Jerry Fairbanks
Now You See It - Pete Smith
So You Want to Be in Pictures - Gordon Hollingshead

### Bästa animerade kortfilm
Vinnare:
Tweetie Pie - Edward Selzer
Övriga nominerade:
Galen i Piff och Puff - Walt Disney
Dr. Jekyll and Mr. Mouse - Fred Quimby
Pluto sjunger falskt - Walt Disney
Tubby the Tuba - George Pal

### Bästa dokumentära kortfilm
Vinnare:
First Steps -  (United Nations Division of Films and Visual Education)
Övriga nominerade:
Passport to Nowhere - Frederic Ullman Jr.
School in the Mailbox -  (Australian News and Information Bureau)

### Bästa dokumentärfilm
Vinnare:
Design for Death - Sid Rogell, Theron Warth, Richard Fleischer
Övriga nominerade:
Journey Into Medicine -  (U.S. Dept. of State Office of Information and Educational Exchange)
The World Is Rich - Paul Rotha

### Heders-Oscar
Farbror Remus berättar - James Baskett
Bill and Coo (plakett)
William Nicholas Selig, Albert E. Smith, Thomas Armat, George K. Spoor
Ungdomsfängelset (Italien) bästa utländska film